# George Garnir
George Garnir, né à Mons le 12 avril 1868 et mort à Saint-Josse-ten-Noode le 26 décembre 1939, est un écrivain belge et un militant wallon. Il fut à la fois journaliste, poète, conteur, romancier, dramaturge, librettiste et académicien.
Il écrivit des œuvres humoristiques relatives aux mœurs montoises dans divers ouvrages dont Tartarin est dans nos murs et Le Commandant Gardedieu. Il est également l’auteur du Semeur qui est un chant estudiantin de l'Université libre de Bruxelles.
En 1910, il fonda l'hebdomadaire Pourquoi Pas? avec Léon Souguenet et Louis Dumont-Wilden. Le journal organisa en 1912 un référendum auprès de personnalités wallonnes sur le choix du jour de la Fête de Wallonie qui allait être fixée l'année suivante. L'Encyclopédie du Mouvement wallon lui consacre une notice en son Tome II, p. 700.
Il fut élu le 13 mars 1926 à l'Académie royale de langue et de littérature françaises.

## Biographie
Descendant d'une famille française, établie dans le Condroz à la fin du XVIIIe siècle, Georges Léopold Emile Joseph Garnir naît le 12 avril 1868 à Mons, où son père, originaire d'Ocquier, réside à la suite d'une promotion au sein de l'administration des Chemins de fer de l'État. Un changement d'affectation du père l'amène, tout jeune enfant, à Bruxelles. Il y fait ses études, il s'y implante. Mais ses vraies racines, il a le sentiment de les découvrir à Ocquier, où il passe ses vacances. C'est là, dans le Haut-Condroz, sur le sol ancestral, qu'il reçoit l'inspiration de ses récits agrestes, révélateurs de sa personnalité la plus intime. Ayant achevé ses études secondaires à l'Athénée royal de Bruxelles, où il se lie d'amitié avec Fernand Severin, il opte pour le droit, comme pas mal de jeunes littérateurs de son époque. Ses débuts d'écrivain suivent de peu son inscription à l'Université libre de Bruxelles. En 1886, mis en contact avec Albert Mockel par l'intermédiaire de Severin, il insère ses premiers vers, d'inspiration romantique et de forme parnassienne, dans L'Élan littéraire, devenu bientôt La Wallonie, dont il est un collaborateur apprécié et à laquelle, en 1887, il donne Luc Robert, une nouvelle qui augure bien de son avenir de prosateur. En janvier 1888, renonçant au pseudonyme George Girran, il décide de publier dorénavant sous le nom de George Garnir. George sans s ? Il lui arrivait de dire dans l'intimité : « Je n'aime pas que mon prénom soit au pluriel ! »
Promu docteur en sciences politiques et administratives (décembre 1889) et docteur en droit (juillet 1892), il termine honorablement ses études universitaires. En vérité, il s'est surtout intéressé aux cercles estudiantins, où il jouit d'une grande popularité, troussant les couplets et les refrains de leurs parodies, fournissant de copies leurs gazettes. Au fil de ces activités en marge du théâtre et du journalisme, il s'est initié, par hasard, à des métiers dont il fera profession et qui le détourneront de la carrière d'avocat.
Dès 1890, sa réputation de parolier ayant franchi les murs de l'université, il est sollicité par les gens de qui veulent ranimer la revue, tombée en léthargie après la brillante période de Charles Flor O'Squarr. 
Les revues qu'il écrit pour le Théâtre Royal de l'Alcazar, (rue d'Arenberg, 5), entre 1890 et 1893, en collaboration avec Luc Malpertuis, font courir les foules. Par la suite, faisant cavalier seul, il ne cesse d'approvisionner ces amusants spectacles de fin d'année, éphémères comme l'actualité qui les alimente, condamnés à l'oubli le jour même où ils ne sont plus à l'affiche. À cet égard, Garnir n'entretient aucune illusion ; on s'en avise à la lecture de ses délicieux Souvenirs d'un revuiste (1926).
Inscrit au barreau de Bruxelles, il plaide quelques causes. Mais le prétoire, trop éloigné de ses centres d'intérêt, ne peut le retenir. Revuiste fêté, il noue, dans le monde du théâtre, des relations qui l'orientent vers une activité compatible avec sa vocation littéraire. On lui conseille d'aller au journalisme professionnel. Il collabore à L'Indépendance belge, au Petit Bleu, au Compte rendu analytique du Sénat, plus tard à L'Étoile belge. Chroniqueur, échotier, reporter, critique, il a rempli toutes les tâches journalistiques lorsque, en 1910, il lance, avec la complicité de Louis Dumont-Wilden et de Léon Souguenet, le Pourquoi pas ?, l'hebdomadaire appelé à réjouir des générations de lecteurs. Un ouvrage posthume, Souvenirs d'un journaliste (1959), relate avec humour son itinéraire dans la presse.
Si chargé qu'il soit de tâches et de responsabilités, Garnir édifie patiemment l'œuvre littéraire dont La Wallonie a reçu les prémices. En 1891, l'année même où Bruxelles fin de siècle triomphe sur la scène de l'Alcazar, il publie son premier roman, Les Charneux, dont le sous-titre (Mœurs wallonnes) indique que l'auteur, comme Louis Delattre dans Contes de mon village parus récemment, revendique le droit de placer la Wallonie au cœur d'une fiction. Édités en 1893, peu avant qu'il rejoigne Gérard Harry au Petit Bleu, les Contes à Marjolaine (suivis en 1904 des Nouveaux Contes à Marjolaine) attestent sa maîtrise de la nouvelle, genre difficile. En 1901, La Ferme aux grives apparaît comme l'œuvre d'un écrivain arrivé à maturité, en mesure de hausser au niveau d'un drame de la société l'histoire banale d'un terrien perverti par la ville tentaculaire. Entre ce roman et Les Dix-Javelles (1910), le plus beau, le plus poétique de ses récits condruziens, s'ouvre la parenthèse des ouvrages consacrés aux mœurs bruxelloises. Le premier en date, signé Curtio, paraît d'abord dans Le Petit Bleu et, entre 1906 et 1910, sous la forme du livre : c'est le Baedeker de physiologie bruxelloise à l'usage des étrangers, inventaire de personnes et de psychologies typique de Bruxelles, décrites avec jovialité et force emprunts au parler local. Mis en verve par l'élaboration de ce guide très particulier, Garnir dédie à sa ville d'adoption deux romans savoureux, publiés coup sur coup, À la Boule-Plate (1907) et Le Conservateur de la Tour Noire (1908). En 1920, La Chanson de la rivière clôt la série des fictions lyriques et tendres que lui inspire la terre wallonne. Il se dit ensuite qu'il est temps d'honorer sa ville natale, et c'est la trilogie Gardelieu (Tartarin est dans nos murs!…, 1927 ; Le Commandant Gardelieu, 1930 ; Le Crépuscule de Gardelieu, 1932), construite sur la plaisante idée que Tartarin, ayant survécu à ses tribulations, rencontre à Mons un interlocuteur digne de lui.
Le revuiste Garnir se tourne parfois vers le théâtre dit sérieux (La Défense du bonheur, comédie en un acte, en vers, 1902 ; Le Duc de Baccara, 1932 ; La Liégeoise, pièce non publiée).
Le 13 mars 1926, il est élu membre de l'Académie royale de langue et de littérature françaises. 
Il meurt en sa demeure 7 rue du Cadran à Saint-Josse-ten-Noode le 26 décembre 1939.

## Œuvres
- Les Charneux (Paul Lacomblez, éditeur)
- Contes à Marjolaine, 1893
- La Ferme aux grives, P. Ollendorff, Paris, 1901
- Nouveaux Contes à Marjolaine, 1904
- À la Boule plate. Mœurs bruxelloises, Éditions de la Belgique artistique et littéraire, Bruxelles, 1907 (illustrations par Charles Venneman)
- Le Conservateur de la tour noire. Mœurs bruxelloises, Établissements généraux d'imprimerie, Bruxelles, 1908
- Les dix-Javelles, (Mémoires d'un conducteur de malle-poste. Mœurs condruziennes), 1910
- Contes narquois de l'occupation, Imprimerie industrielle et financière, Bruxelles, 1919
- Trilogie Gardedieu :
  - Tartarin est dans nos murs ! Mœurs montoises d'avant-guerre, La Renaissance du Livre / Union des imprimeries, Bruxelles / Frameries, 1927
  - Le Commandant Gardedieu. Mœurs montoises d'avant-guerre, La Renaissance du Livre, Bruxelles, 1930
  - Le Crépuscule de Gardedieu, La Renaissance du livre, Bruxelles, 1932
- Le Duc de Baccara, précédé de Le Théâtre belge gelé (théâtre), Librairie théâtrale / Éditions Labor, Paris / Bruxelles, 1932
- La Liégeoise Comédie jouée au Théâtre du Parc en 1936

## Prix George Garnir
Le prix George Garnir est décerné à l'auteur belge de langue française d'un roman ou d'un recueil de contes évoquant les aspects et les mœurs des provinces wallonnes de Belgique.